# ألبرت بوير
ألبرت بوير (بالهولندية: Albert Boer)‏ هو كاتب هولندي، ولد في 1935، وتوفي في 3 أكتوبر 2002.